# 5155 Denisyuk
5155 Denisyuk è un asteroide della fascia principale. Scoperto nel 1972, presenta un'orbita caratterizzata da un semiasse maggiore pari a 3,1191619 UA e da un'eccentricità di 0,1357859, inclinata di 6,15675° rispetto all'eclittica.